# 別府灣
33°19′10″N 131°37′15″E / 33.31944°N 131.62083°E

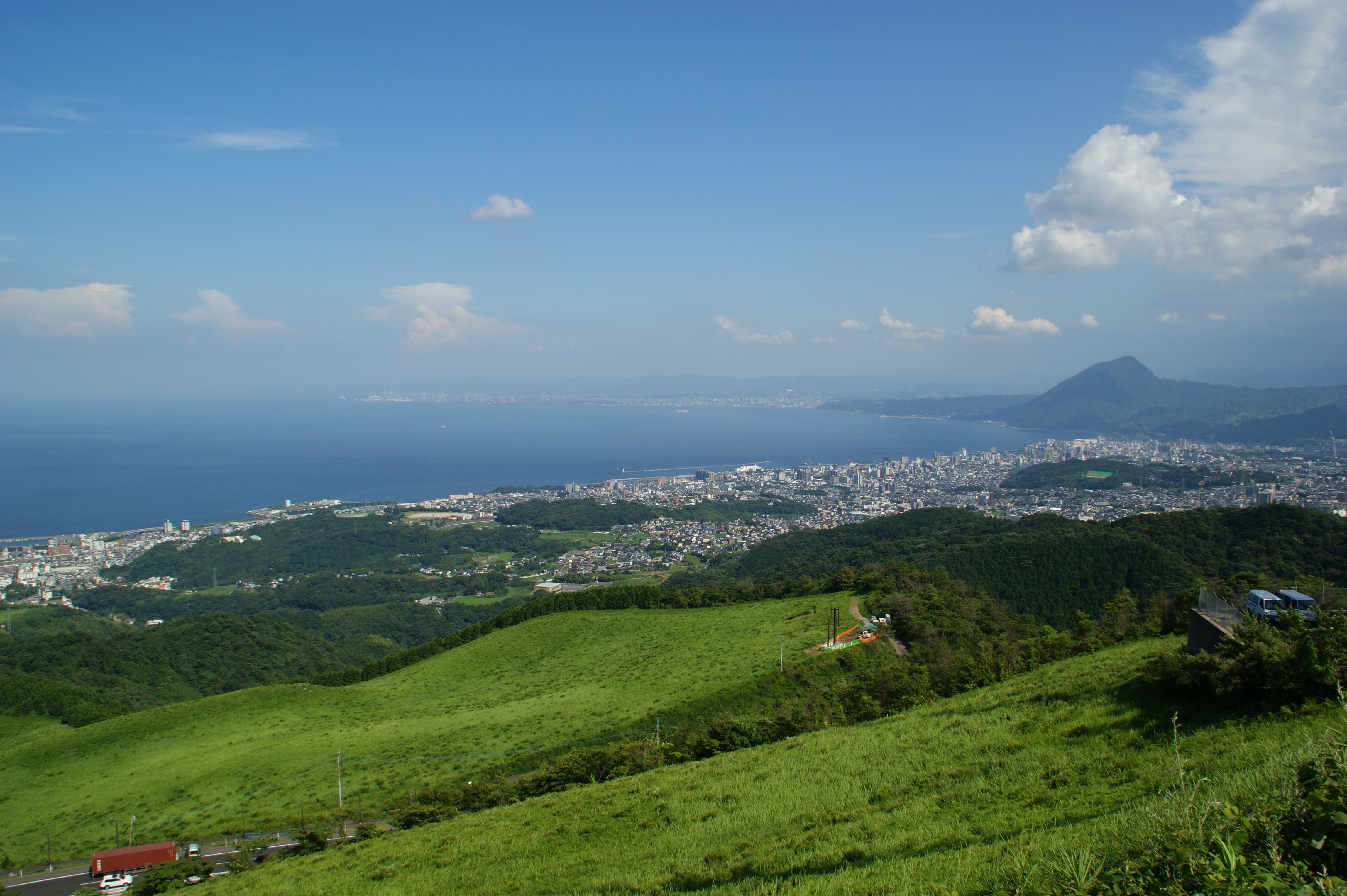
別府市十文字原眺望別府灣與別府市區

別府市鶴見岳眺望別府灣與別府市區

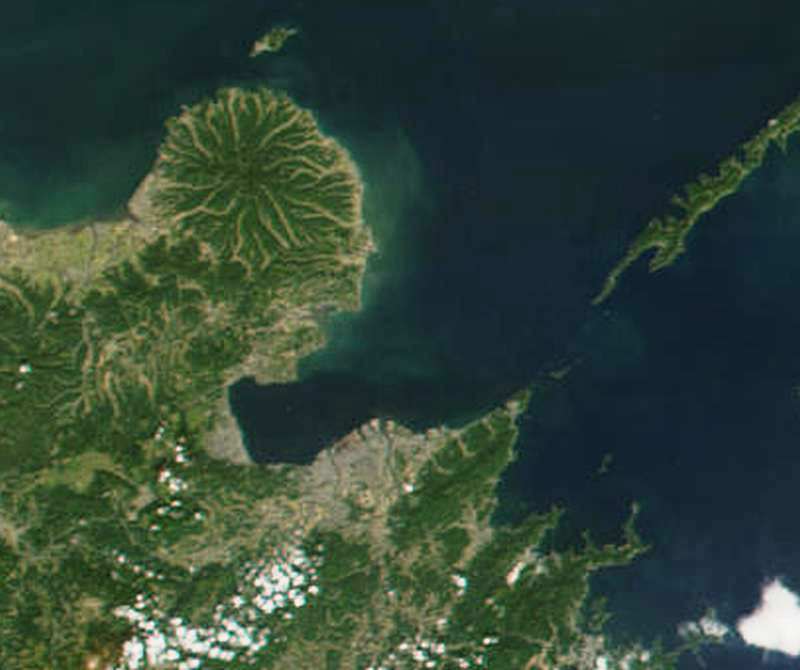
別府灣

別府灣 是日本大分县中部的一个海灣。1883年（明治16年）制定水路部海圖以前又稱菡萏灣（日语：／）。「菡萏」意為蓮花，有一說是源自於當地地名，也有說是其形狀得名。

## 概要
別府灣地處大分縣中部，介於國東半島與佐賀關半島之間。在地質構造上位於中央構造線北側，屬於瀨戶內海的一部分，開口向東，面伊予灘。南側的佐賀關半島前端與四國佐田岬之間的狹窄處為豐予海峽。整體面積475平方公里，平均水深36公尺，最深處是高崎山沖約70公尺。鶴見岳·伽藍岳等火山所在的最內側沿岸是擁有日本最大溫泉湧出量，且被選為國家重要文化景觀的別府市別府溫泉（別府八湯）。
別府灣沿岸的自治體，北鄰杵築市、速見郡日出町，西接別府市，南為大分市。主要河川有一級河川大野川及大分川、二級河川境川等，大野川、大分川河口一帶是沖積平原大分平野。佐賀關半島以南的海岸線是典型的溺灣，但別府灣海岸線則較為平緩，現有糸濱（日出町）、關之江海水浴場、SPA海灘（的濱公園）（以上屬別府市）、田之浦海水浴場（大分市）等海水浴場。北部杵築市守江灣則有貴重的干潟。
大分市市區東部至鶴崎的沿岸一帶是填海造陸形成的大分臨海工業地帶。大分市別府灣沿岸的西大分菡萏則有水岸再開發計畫「菡萏Circus」。別府市與大分市交界的高崎山緊臨海灣，其岸邊有連結兩市的國道10號（別大國道）。
能一覽海灣全景的地點有別府纜車直通的鶴見岳山頂、十文字原、別府灣服務區、觀海寺溫泉及別府樂天地、別府塔與B-Con Plaza世界之塔等，而日出城、府內城也是視野良好的地點。
別府灣周邊地底深處有飽含深層熱水的泥炭層，特別是大分平野、高崎山周邊有許多利用該熱水的溫泉，如北濱溫泉、挾間溫泉、大深度地熱溫泉等。

## 沿岸市町
- 杵築市
- 速見郡日出町
- 別府市
- 大分市

以上市町在大分縣都市計畫中被列入「別府灣廣域都市圈」。

## 歷史
- 16世紀中葉 - 大友義鎮（宗麟）時代，在別府灣岸的沖之濱（現在大分市春日浦至住吉泊地一帶）進行南蠻貿易。
- 1551年（天文20年） - 方濟·沙勿略從山口前往府內（現在的大分市）時，從日出乘船穿越別府灣。
- 1596年（慶長元年）9月4日 - 別府灣東南部發生地震規模達7.0的慶長豐後地震（日语：慶長豊後地震）。
- 1871年（明治4年）5月30日 - 於流川（日语：流川）河口開闢別府港（日语：別府港）（楠港）。成為瀨戶內航路的九州側據點。
- 1882年（明治15年） - 大分港（日语：大分港）的前身菡萏港完成。
- 1883年（明治16年） - 海圖命名為別府灣[1]。

## 交通
以下港灣設有四國、本州的定期航線。別府港、大分港指定為重要港灣、佐賀關港指定為地方港灣。
- 別府港（日语：別府港）（別府國際観觀光港） - 向日葵渡輪（日语：フェリーさんふらわあ）、宇和島運輸（日语：宇和島運輸）
- 大分港（日语：大分港） - 向日葵渡輪
- 佐賀關港（日语：佐賀関港） - 國道九四渡輪（日语：国道九四フェリー）

## 生物
大分縣一村一品選出的特產物有速見郡日出町的城下鰈（鰈），以及同町與杵築市的豐後別府灣縮緬（日本鯷）。
主要魚類有鮴、鮋、真鯒、皮剝、黑鯛、真鯛、沙丁魚、鰶、太刀魚、真穴子、障泥烏賊等，而佐賀關則以關鯖（青花魚）、關鰺（竹筴魚）聞名。

## 活動
除了每年於緊鄰灣岸的別大國道舉行的別府大分每日馬拉松，還有「別府大分國際公開水域游泳挑戰賽」及「別府灣縱斷帆船大會」等各種運動賽事。SPA海灘每年也會舉行「夏之宵祭納涼花火大會」、「別府聖誕HANABI幻想曲」。

## 圖片

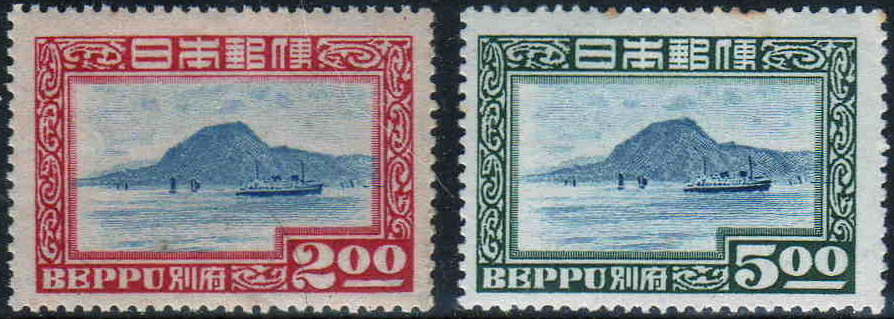
別府觀光紀念郵票
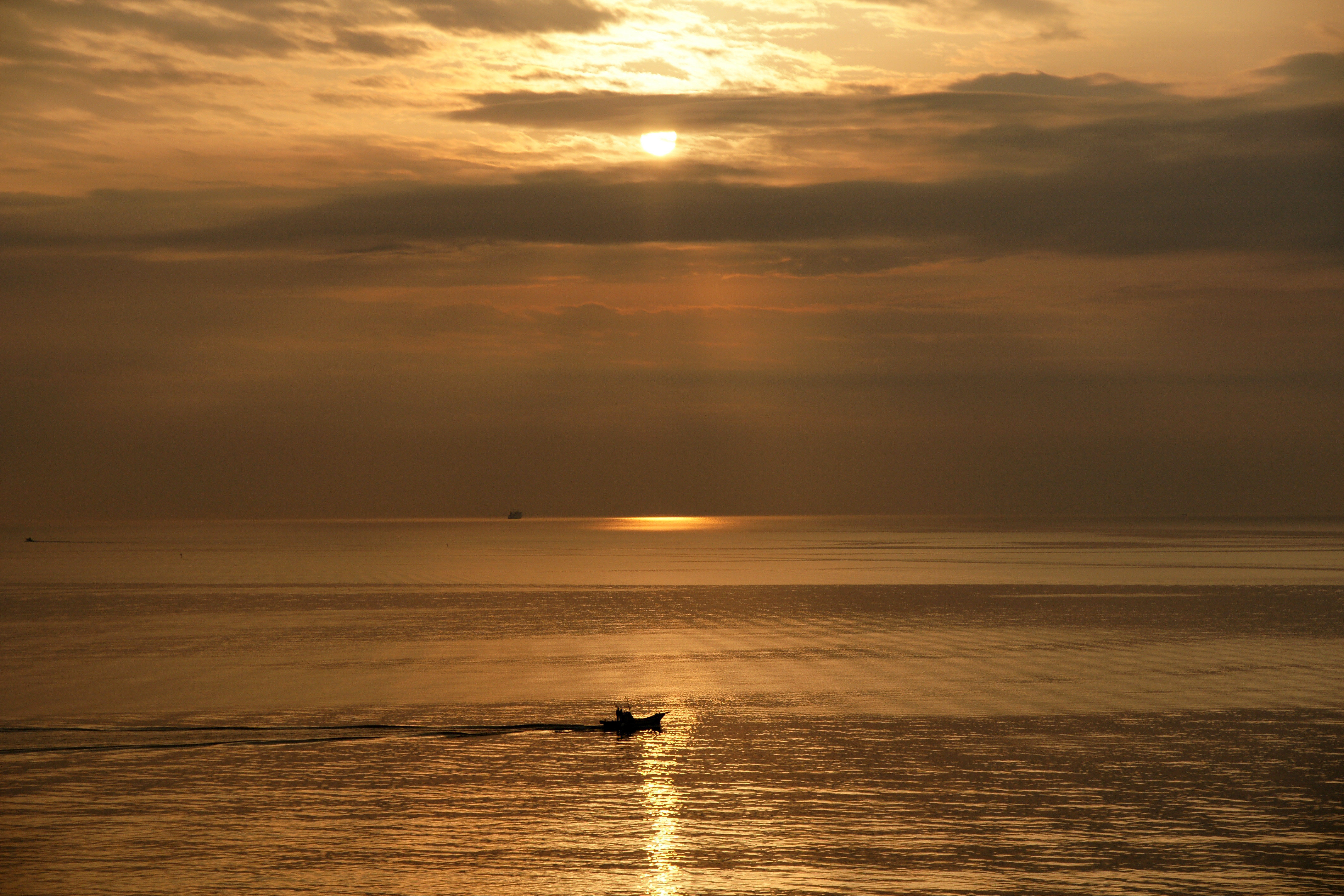
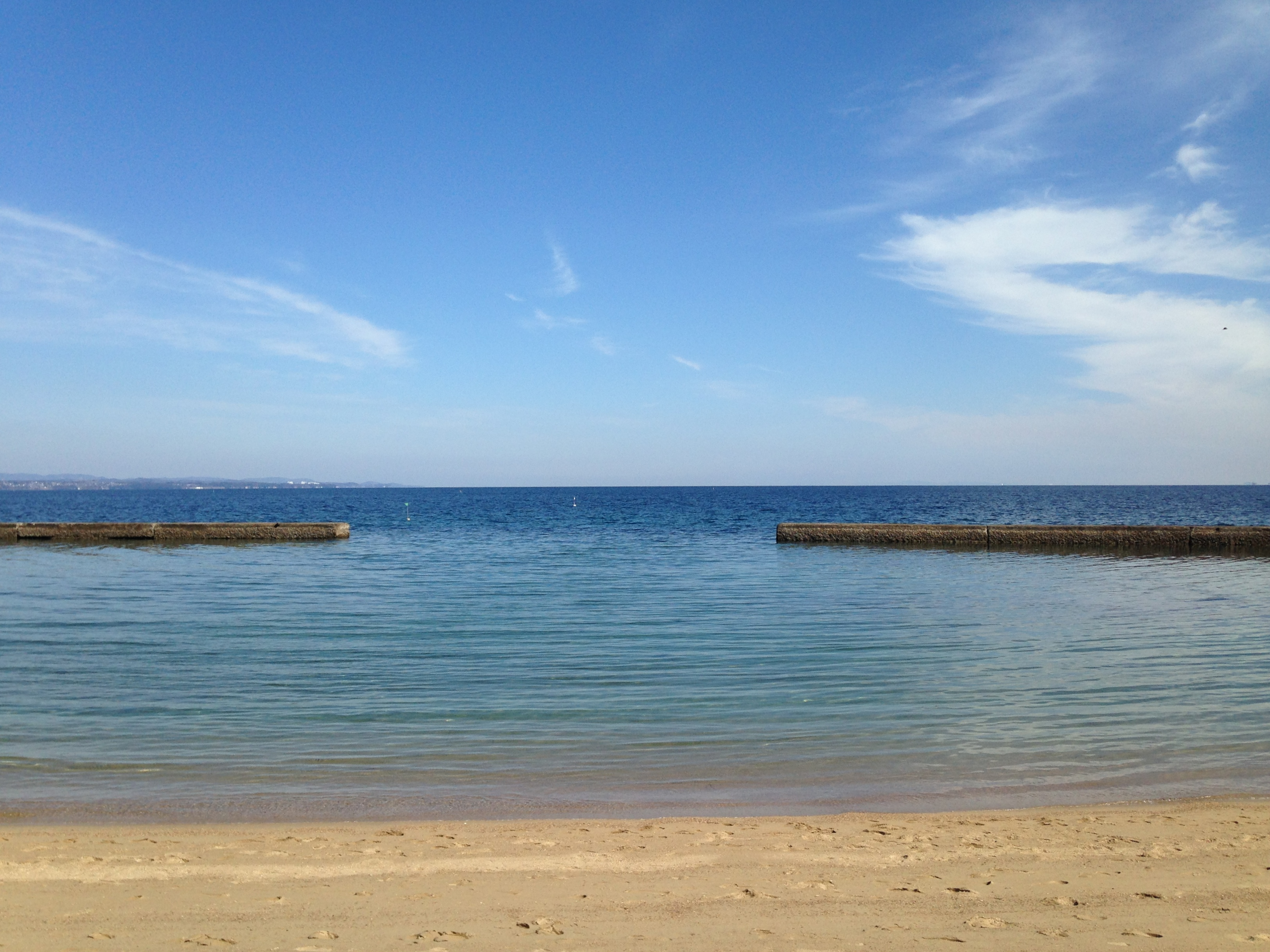
別府市的濱公園
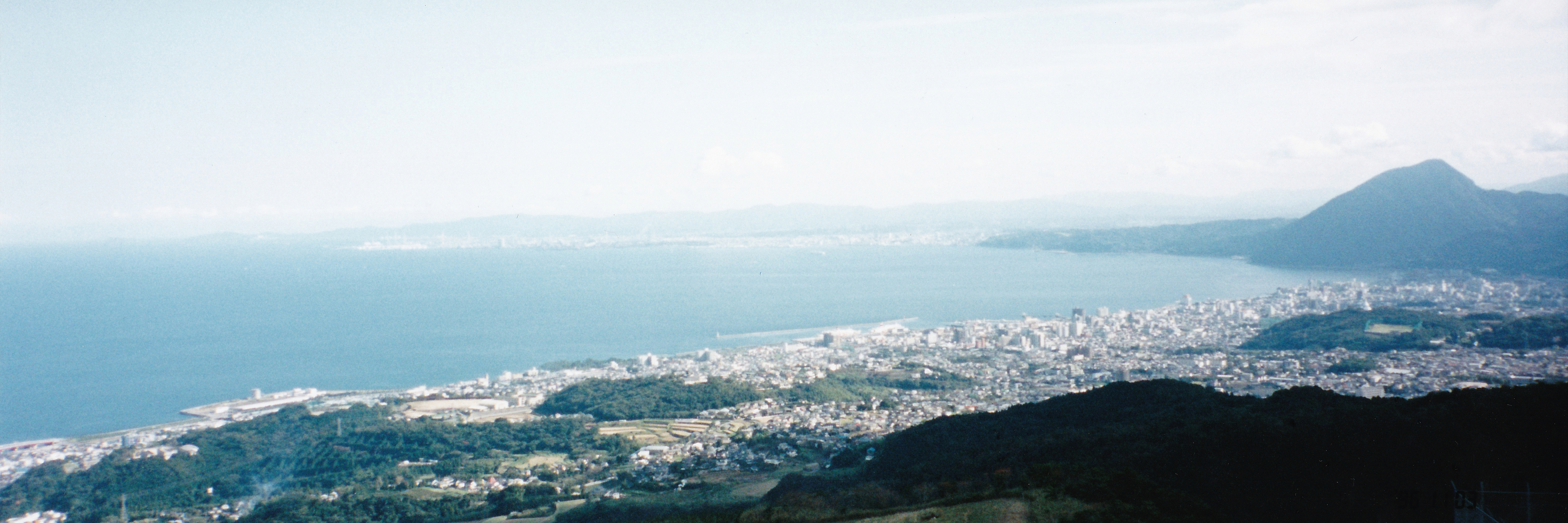
別府灣全景（1996年11月3日）
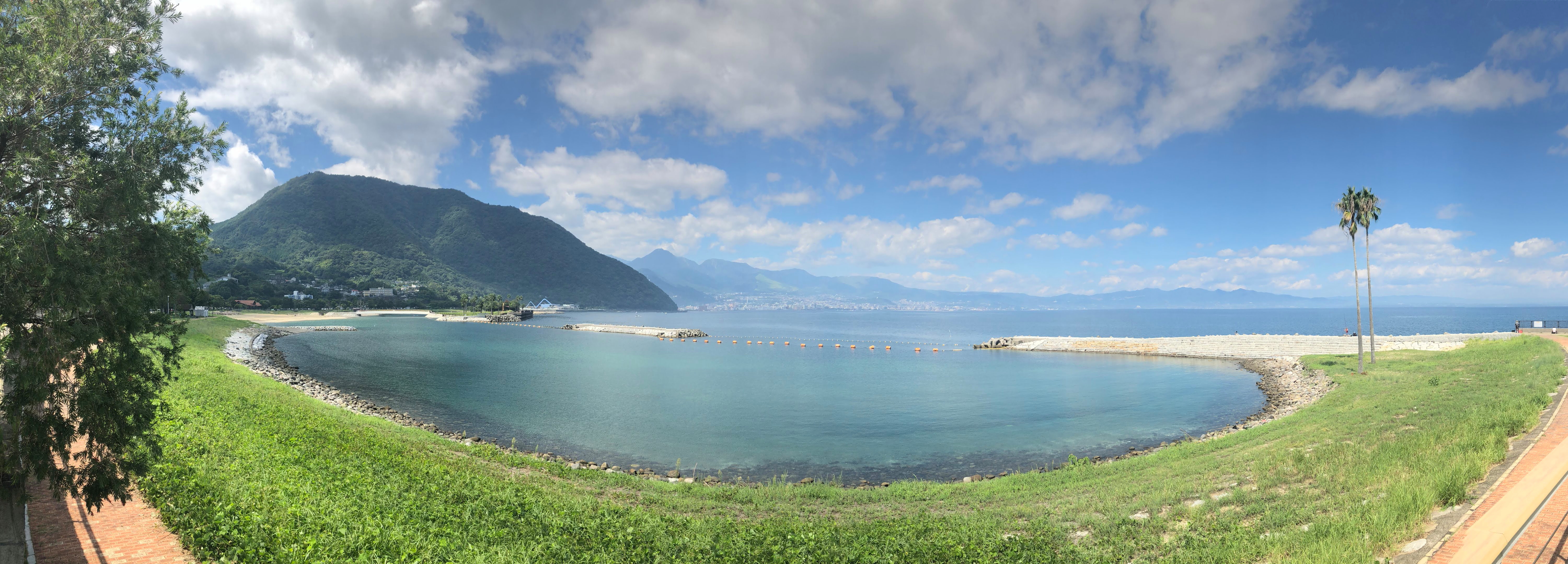
田之浦海灘全景（2018年9月16日）
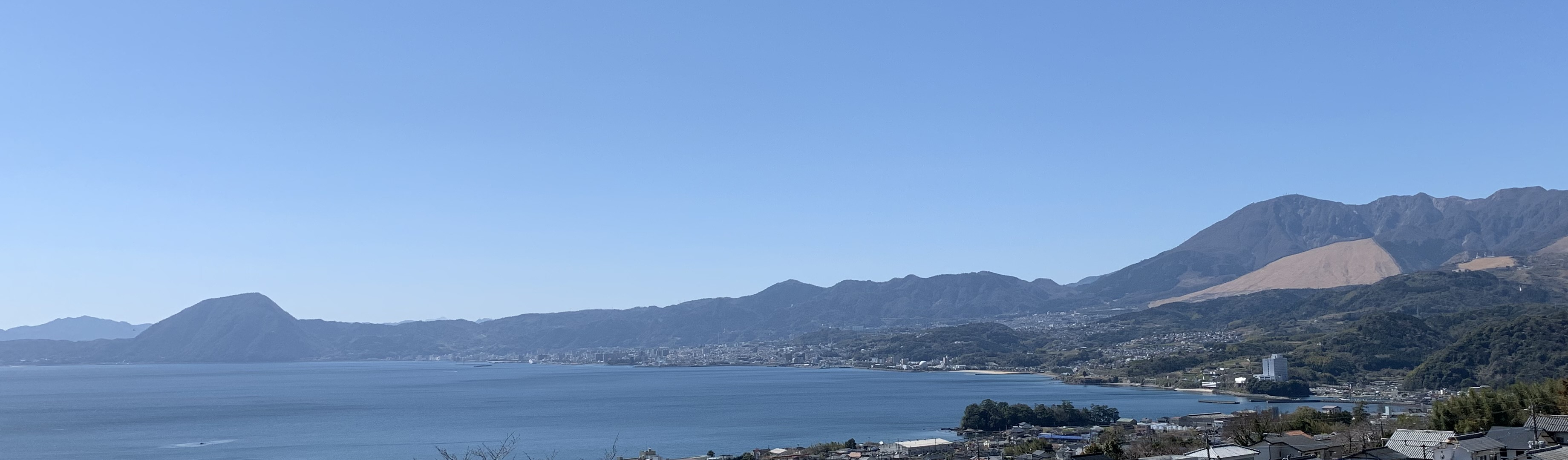
日出所見的別府灣與別府市。（2020年3月20日）